# Birgit Oline Kjerstad
Birgit Oline Kjerstad (nascida a 11 de setembro de 1961) é uma política norueguesa.
Ela foi eleita representante no Storting pelo círculo eleitoral de Møre og Romsdal para o período 2021-2025, pelo Partido da Esquerda Socialista.